# Pilea franquevilleana
Pilea franquevilleana är en nässelväxtart som beskrevs av Hugh Algernon Weddell. Pilea franquevilleana ingår i släktet pileor, och familjen nässelväxter. Inga underarter finns listade i Catalogue of Life.